# Зейналова Ірада Автанділівна
Ірада Автанділівна Зейналова (азерб. İradə Aftandil qızı Zeynalova; нар.. 20 лютого 1972, Москва) — російська журналістка, кореспондент, телеведуча, одна з головних російських державних пропагандистів.
Внесена до «чистилища» бази «Миротворець».
Авторка і ведуча програми «Підсумки тижня» на НТВ (з 2016 року). Раніше вела недільний випуск програми «Час» на «Першому каналі» (2012—2016), а також була завідувачкою кореспондентських бюро ВАТ «Перший канал» у Великій Британії (Лондон) та Ізраїлі (Тель-Авів). Член Академії Російського телебачення, старша сестра російської журналістки Світлани Зейналової.

## Походження та навчання
Ірада Зейналова народилася 20 лютого 1972 року в Москві у змішаній родині: батько Автанділ Ісабалієвич — азербайджанець, мати Галина Олексіївна — росіянка. Є старшою сестрою Світлани Зейналової (нар. 1977). Відзначається, що за сприйманням та вихованням Ірада більше азербайджанка, а Світлана — росіянка.
Навчалася в московській школі № 61.
В 1995 році Ірада Зейналова закінчила Московський авіаційний технологічний інститут (МАТі) імені К. Е. Ціолковського за спеціальністю "інженер-технолог порошкових матеріалів і захисних покриттів, отриманих шляхом високошвидкісного твердіння розплавів". По закінченні вишу проходила стажування у США.

## Позиція незалежної журналістки
На телебаченні з 1997 року. Спочатку працювала редактором у програмі «Вєсті» (РТР), а також перекладачкою англійської мови, періодично з'являлася на екрані і сама. Так, будучи ще маловідомою тележурналісткою, 20 листопада 1998 року в нічному ефірі «Вістей» саме Ірада Зейналова першою повідомила країні про вбивство Галини Старовойтової.
Брала участь у будівництві ньюсрума для «Вістей» як перекладачка голландської бригади.
З 2000 по 2003 рік Ірада Зейналова працювала кореспонденткою програм «Вєсті» та «Вєсті тижня». Працювала в дні терористичного акту на Дубровці в жовтні 2002 року. Пішла з телеканалу «Росія» в квітні 2003 року.

## Діяльність на Першому каналі Росії
З 2003 по 2016 рік працювала на «Першому каналі». Спочатку, з 2003 по 2007 рік — кореспондент в інформаційних програмах «Новини», «Час» та «Інші новини». Ірада Зейналова вела репортажі в день вибухів у московському метро в лютому 2004 і березні 2010 року, в дні терористичного акту в Беслані у вересні 2004 року, в дні аварії в московських енергомережах 25 травня 2005 року, а також з фінального матчу чемпіонату світу з футболу 2006 року в Німеччині.
Працювала на зимових Олімпійських іграх 2006 року в італійському Турині, літніх Олімпійських іграх 2012 року в Лондоні і на Іграх у Сочі в 2014 році у складі бригад «Першого каналу».
Ірада Зейналова лауреатка телевізійної премії «ТЕФІ-2006» в категорії «Особи» в номінації «Найкращий репортер» (за цикл передач «Золоті миті Олімпіади»); нагороджена медаллю ордена «За заслуги перед Вітчизною» II ступеня (2006).
З 2007 по 2010 рік — завідувачка бюро ВАТ «Перший канал» у Великій Британії, у м. Лондон. У 2010—2011 роках знову працювала в Москві.
З березня 2011 по червень 2012 року — завідувачка бюро ВАТ «Перший канал» в Ізраїлі, у м. Тель-Авів.
З 9 вересня 2012 по 10 липня 2016 року — ведуча недільного випуску телепрограми «Час».
З 7 грудня 2012 року бере участь у щорічних «Розмовах з Дмитром Медведєвим» (у 2012—2015 роках — як журналіст «Першого каналу», з 2016 року — як співробітник НТВ).

### Підтримка російської агресії в Україну
У липні 2014 року Ірада Зейналова брала участь у поширенні фейку про розп'ятого хлопчика. 21 грудня того ж року, Ірада Зейналова в ефірі передачі «Час» заявила, що «у журналістів не було і немає доказів цієї трагедії, але це реальна розповідь реально існуючої жінки, що втекла з пекла в Слов'янську».
Весною 2014 року вона не лише підтримала захоплення Росією Криму, але й працювала з обґрунтування анексії у ЗМІ. За це була нагороджена медаллю «За заслуги перед вітчизною». У серпні 2014 року Іраду Зейналову було включено до санкційного списку за підтримку Росії у війні на сході України та анексії Криму Росією.
Їй офіційно заборонений в'їзд в Україну через журналістської діяльності, спрямованої на пропаганду війни проти України та свідоме порушення державного кордону України на неконтрольованому ділянці ОРДіЛО.
Ірада Зейналова, за твердженням колег, є улюбленою тележурналісткою Володимира Путіна, тому входить до еліти російських державних пропагандистів. Починаючи з 2014 року вона тричі брала інтерв'ю у президента Росії — в 2014, 2016 та 2017 роках.
18 грудня 2015 року Ірада Зейналова взяла участь у привітанні збірної Мурманська у фіналі Вищої ліги КВК. 1 жовтня 2016 року була показана розважальна програма Максима Галкіна «МаксимМаксим» за її участі, що стало її останньою появою на «Першому каналі».

## Робота на НТВ
У листопаді 2016 року стало відомо, що телеведуча переходить з «Першого каналу» на телеканал НТВ. З 4 грудня 2016 року вона стала вести на цьому каналі недільну інформаційно-аналітичну програму «Підсумки тижня з Ірадою Зейналовою». Крім ведення передачі в студії, Ірада Зейналова також готує репортажі для даної програми та бере інтерв'ю у людей, що мають відношення до основних подій тижня.
21 липня 2017 року разом з Єгором Коливановим та Сергієм Малоземовим вела програму «Недитяча розмова з Володимиром Путіним».
18 січня 2018 року Ірада Зейналова потрапила у скандал, коли молдовські прикордонники не пропустили її через державний кордон у Кишиніві, бо вона не змогла пояснити причину прильоту з Туреччини до Республіки Молдова.

## Санкції
Ірада Зейналова здійснює пропагандистську діяльність у сфері путінського режиму, публічно підтримує зовнішньополітичну агресію, пропаганду ненависті і ворожнечі, поширює свідомо хибну інформацію та спотворює факти у сфері політичного керівництва Російської Федерації.
18 червня 2021 року додана до санкційного списку Україну.

## Особисте життя
Перший чоловік — журналіст Олексій Самольотов. У шлюбі народився син Тимур. Подружжя розлучилося в жовтні 2015 року, їх шлюб тривав 20 років.
Другий чоловік — військовий кореспондент Олександр Євстигнєєв, також працював на «Першому каналі» (з квітня 2007 по грудень 2017 року), який нині працює у ВГТРК на каналі «Росія-1». Весілля відбулося 16 грудня 2016 року.

## Нагороди
- Медаль ордена «За заслуги перед Вітчизною» I ступеня (22 квітня 2014 року) — «за об'єктивність при висвітленні подій в Криму» (указ про нагородження не був оприлюднений)[56].
- Медаль ордена «За заслуги перед Вітчизною» II ступеня (27 листопада 2006 року) — «за великий внесок у розвиток вітчизняного телерадіомовлення та багаторічну плідну діяльність»[57].